# Reginaldo Antonio da Silva
Reginaldo Antonio da Silva (sinh ngày 28 tháng 12 năm 1990) là một cầu thủ bóng đá người Brasil.

## Sự nghiệp câu lạc bộ
Reginaldo Antonio da Silva đã từng chơi cho Gainare Tottori.